# Christopher Neame
Christofer Neame (Londra, 12 settembre 1947) è un attore inglese.

## Biografia
Ex studente alla King's School, una scuola indipendente a Canterbury, nel Kent, è sposato con l'attrice Terrence O'Conner.

## Carriera
È conosciuto maggiormente agli spettatori televisivi del Regno Unito grazie all'interpretazione nel ruolo del tenente Dick Player in Colditz (1972-1974), una serie ambientata durante la seconda guerra mondiale. Da segnalare anche la sua partecipazione al film per la televisione A Point in Time (1973) dove è stato il primo attore a comparire nudo sul piccolo schermo.
I suoi personaggi sono sempre molto ben delineati e particolari come ad esempio il tenente di volo John Curtis nella serie Secret Army (1977), il criminale Skagra nella serie Shada (1979), Robin Cunningham in When the Boat Comes In (1981), uno psico-killer in un episodio di MacGyver (1985). Ha prestato la sua immagine nel videogioco Star Wars: Jedi Knight - Dark Forces II per il personaggio di Jerec, uno dei Jedi Oscuri.
Spesso ha interpretato personaggi tedeschi.
Neame è uno dei pochi attori a essere apparso sia in serie televisive della saga di Star Trek che in quella di Doctor Who.

## Filmografia

### Cinema
- 2000: la fine dell'uomo (1970)
- Mircalla, l'amante immortale (1971)
- 1972: Dracula colpisce ancora! (1972)
- Alba d'acciaio (1987)
- D.O.A. - Cadavere in arrivo (1988)
- Transformations (1988)
- Bloodstone (1988)
- 007 - Vendetta privata (1989)
- Ghostbusters II (1989)
- The Radicals (1990)
- Edge of Honor (1991)
- Sete di giustizia (1991)
- Cose dell'altro mondo (1991)
- Boris e Natasha (1992)
- Street Knight (1993)
- Hellbound - All'inferno e ritorno (1994)
- Il grande orso (Craig Clyde) (Walking Thunder) (1997)
- Ground Zero (2000)
- Highway 395 (2000)
- Special Ed (2005)
- The Prestige (2006)

### Televisione
- ITV Saturday Night Theatre – serie TV, 1 episodio (1971)
- The Regiment – serie TV, 1 episodio (1972)
- Colditz – serie TV, 17 episodi (1972-1974)
- The Shadow of the Tower – serie TV, 1 episodio (1973)
- A Point in Time – film TV (1973)
- Poliziotti in cilindro: i rivali di Sherlock Holmes (The Rivals of Sherlock Holmes) – serie TV, 1 episodio (1973)
- Gli invincibili (The Protectors) – serie TV, episodio 2x26 (1974)
- Napoleon and Love – serie TV, 3 episodi (1974)
- Edoardo VII principe di Galles (Edward the Seventh) – serie TV, 5 episodi (1975)
- Quiller – serie TV, 1 episodio (1975)
- Romeo and Juliet – film TV (1976)
- Secret Army – serie TV, 14 episodi (1977)
- Target – serie TV, 1 episodio (1978)
- When the Boat Comes In – serie TV, 1 episodio (1981)
- Blake's 7 – serie TV, 1 episodio (1981)
- The Cleopatras – serie TV, 3 episodi (1983)
- By the Sword Divided – serie TV, 1 episodio (1985)
- A-Team (The A-Team) – serie TV, 1 episodio (1985)
- Benson – serie TV, 1 episodio (1985)
- Professione pericolo (The Fall Guy) – serie TV, 1 episodio (1986)
- Riptide – serie TV, 1 episodio (1986)
- Il tempo della nostra vita (Days of Our Lives) – soap opera (1986)
- MacGyver – serie TV, 4 episodi (1986-1991)
- Spies – serie TV (1987)
- Second Chance – serie TV, episodio 1x02 (1987)
- Love Among Thieves – film TV (1987)
- Case Closed – film TV (1988)
- La grande fuga 2 – film TV (1988)
- Dynasty – serie TV, 3 episodi (1988-1989)
- La bella e la bestia (Beauty and the Beast) – serie TV, 1 episodio (1989)
- Dallas – serie TV, 3 episodi (1989)
- Lady in the Corner – film TV (1989)
- Mancuso F.B.I. – serie TV, 1 episodio (1989)
- Una famiglia come le altre – serie TV, 1 episodio (1989)
- Avvocati a Los Angeles (L.A. Law) – serie TV, 1 episodio (1990)
- Superboy – serie TV, 1 episodio (1990)
- Flash – serie TV, 1 episodio (1991)
- Hunter – serie TV, 1 episodio (1991)
- Palm Springs, operazione amore – serie TV, 1 episodio (1991)
- Danger Team – film TV (1991)
- Still Not Quite Human – film TV (1992)
- Parker Lewis – serie TV, 1 episodio (1992)
- Human Target – serie TV, 1 episodio (1992)
- Acapulco H.E.A.T. – serie TV, 1 episodio (1993)
- Forza irresistibile – film TV (1993)
- The Last Chance Detectives: Mistery Lights of Navajo Mesa – film TV (1994)
- La signora in giallo (Murder, She Wrote) – serie TV, 3 episodi (1993-1995)
- Babylon 5 – serie TV, 1 episodio (1994)
- Un medico tra gli orsi – serie TV, 1 episodio (1994)
- Star Trek: Voyager – serie TV, 1 episodio (1995)
- Progetto Eden – serie TV, 1 episodio (1995)
- Deadly Games – serie TV, 1 episodio (1996)
- I viaggiatori – serie TV, 1 episodio (1996)
- JAG - Avvocati in divisa (JAG) – serie TV, 1 episodio (1997)
- C-16: FBI – serie TV, 1 episodio (1997)
- Operazione Apocalisse – film TV (1997)
- The Naked Truth – serie TV, 1 episodio (1997)
- Killer Net – serie TV (1999)
- Seven Days – serie TV, 1 episodio (1999)
- Più forte ragazzi – serie TV, 3 episodi (2000)
- Movie Stars – serie TV, 2 episodi (2000)
- Trial & Retribution – serie TV, 2 episodi (2000)
- Invisible Man – serie TV, 1 episodio (2001)
- It's All Relative – serie TV, 1 episodio (2003)
- Star Trek: Enterprise – serie TV, 2 episodi (2004)
- Vanished – serie TV, 2 episodi (2006)

## Doppiaggio

### Cartoni animati
- The Legent of Prince Valiant 2 episodi (1993)

### Videogiochi
- Conqueror: A.D. 1086 (1995)
- Star Wars: Jedi Knight - Dark Forces II (1997)
- Star Wars: The Old Republic (2011)

## Doppiatori italiani
- Carlo Sabatini in 1972: Dracula colpisce ancora!
- Alessandro Rossi in Alba d'acciaio
- Claudio Fattoretto in D.O.A. - Dead on Arrival
- Massimo Giuliani in 007 - Vendetta privata
- Sandro Sardone in Cose dell'altro mondo
- Pietro Biondi in Hellbound - All'inferno e ritorno